# ادوار بالادور
ادوار بالادور (فرانسوی: Édouard Balladur‎؛ زادهٔ ۲ مهٔ ۱۹۲۹) یک اقتصاددان، و سیاست‌مدار اهل فرانسه است.
بالادور در شهر ازمیر ترکیه در یک خانواده ارمنی با پنج فرزند به دنیا آمد. خانواده وی در دهه ۱۹۳۰ میلادی به مارسی فرانسه مهاجرت نمودند. در سال ۱۹۵۷ با «ماری-ژوزف دولاکور» ازدواج نمود که از وی صاحب چهار فرزند پسر شد. بالادور فعالیت سیاسی خویش را به عنوان مشاور رئیس‌جمهور فرانسه، ژرژ پمپیدو شروع کرد. در دهه ۱۹۸۰ به عنوان حامی ژاک شیراک به عرصه سیاست بازگشت.